# Erzdiözese Salzburg
Die Erzdiözese Salzburg (lateinisch Archidioecesis Salisburgensis) ist eine Erzdiözese der römisch-katholischen Kirche in Österreich. Sie umfasst die Stadt und das Land Salzburg sowie den Nordosten Tirols und ist heute nach dem Erzbistum Köln die älteste noch bestehende Erzdiözese im deutschen Sprachraum. Die Teilkirche entstand im Jahr 739 als Diözese Salzburg und wurde 798 zu einer Erzdiözese erhoben. In den Jahren nach 1328 entstand zudem das Erzstift Salzburg, das 1803 säkularisiert wurde, womit sich Seelsorge und politisches Territorium trennten. Als Metropolitandiözese schließt die Kirchenprovinz Salzburg, die den Salzburger Erzbischöfen unterstellt ist, West- und Südösterreich (Diözesen Feldkirch, Graz-Seckau, Gurk und Innsbruck) mit ein.
Das Bistum ist in 17 Dekanate unterteilt: Im Bundesland Salzburg liegen Altenmarkt, Bergheim, Hallein, Köstendorf, Saalfelden, Stadt Salzburg, St. Georgen, St. Johann im Pongau, Stuhlfelden, Tamsweg, Taxenbach, Thalgau; im Bundesland Tirol liegen Brixen im Thale, Kufstein, Reith im Alpbachtal, St. Johann in Tirol und Zell am Ziller.

## Geschichte

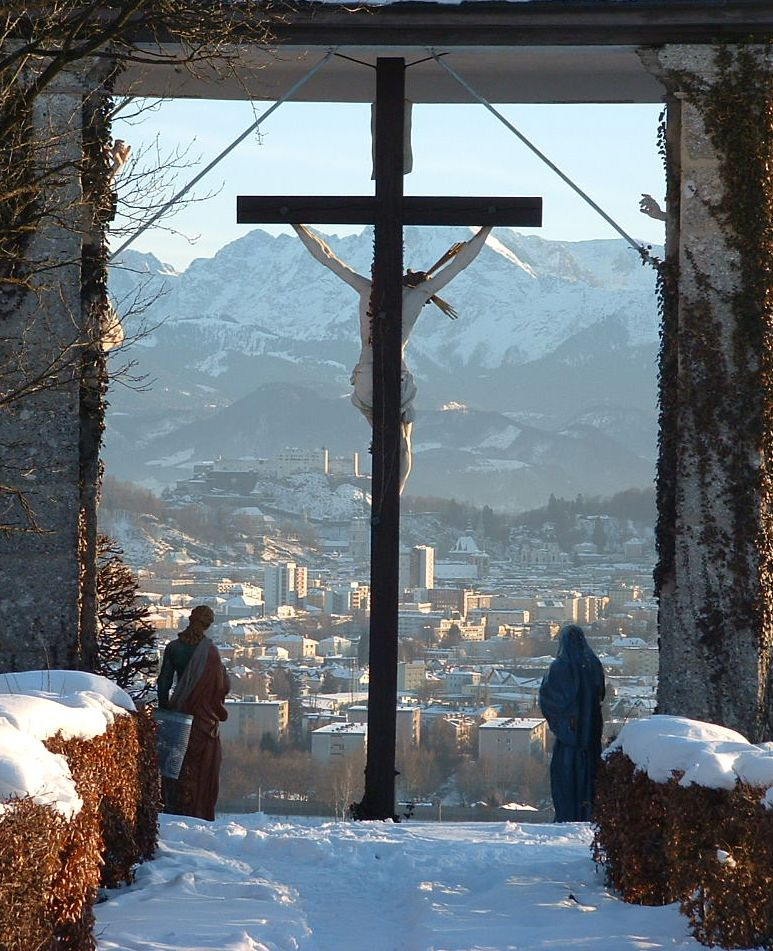
Salzburg: sogenanntes „Rom des Nordens“, von Maria Plain gesehen

Die Vita Sancti Severini berichtet, dass es um 450 im römischen Iuvavum eine Christengemeinde mit zwei Kirchen und einem Kloster gegeben habe. Nach dem Abzug des römischen Militärs im Jahr 488 wurde die Stadt in der Zeit der Völkerwanderung aufgegeben und möglicherweise zerstört.
696 kam der heilige Rupert und gründete das Stift Sankt Peter und das Frauenkloster auf dem Nonnberg. Er ließ wahrscheinlich um 700 eine große Kirche zu Ehren des Hl. Petrus bauen und errichtete dort eine Gemeinschaft von Weltpriestern (Kanonikern), aus denen sich später das Domkapitel entwickelte.
Bonifatius brachte 739 die päpstliche Bestätigung für das neu gegründete Bistum und legte die Diözesangrenzen fest. Der aus Irland stammende Mönch und Bischof Virgil ließen in Salzburg einen dreischiffigen Dom bauen und am 24. September 774 die Reliquien Ruperts dort beisetzen, was damals eine Heiligsprechung bedeutete.
Von Papst Leo III. wurde es am 20. April 798 auf Bitten des Frankenkönigs Karl des Großen zum Erzbistum erhoben, dem die bairischen Suffraganbistümer Freising, Neuburg, Passau, Regensburg und Säben unterstanden. Diese Kirchenprovinz umfasste zeitweise das gesamte altbairische Stammesgebiet, also den Großteil des heutigen Österreich und Bayern (außer Franken und Schwaben), das heutige Südtirol und Trentino, weite Teile Ungarns, Tschechiens, Sloweniens und der Slowakei. Damit war Salzburg einmal die zweitgrößte Diözese der Welt. Arno war der erste Erzbischof. Die Schaffung der Kirchenprovinz steht im Zusammenhang mit den Bemühungen um eine bairische Staatskirche.
Von Salzburg aus wurde in der Folgezeit vor allem Karantanien christianisiert. Als Stützpunkte wurden dort zahlreiche Klöster gegründet. Im Jahr 796 erhielt Salzburg das Gebiet um den Plattensee (Ungarn) (→ siehe auch Plattensee-Fürstentum) bis an die Donau und Drau zur Mission zugeteilt. Durch Gründung des Erzbistums Gran im Jahr 1001 wurde das heutige Burgenland zur Grenze der Kirchenprovinz.
Im Investiturstreit standen die Salzburger Erzbischöfe auf der Seite des Papstes. Unter Gebhard wurde die Stadt Salzburg mehrmals von Anhängern des Kaisers verwüstet. Zum Schutz ließ Gebhard daher 1077 die Festung Hohensalzburg errichten.
Kaiser Friedrich Barbarossa verhängte 1166 über Erzbischof Konrad II. die Reichsacht. Im folgenden Jahr brannte bei einem Stadtbrand auch der Dom ab, der Domschatz wurde vernichtet. Konrad III. – der erste Salzburger Kardinal – konnte nach dem Friedensschluss 1177 mit dem Wiederaufbau beginnen und errichtete einen prächtigen dreischiffigen romanischen Dom.
Auf dem Salzburger Diözesangebiet wurden die Eigenbistümer Gurk (1072), Chiemsee (1215), Seckau (1218) und Lavant (1228) errichtet. Spätestens 1455 gelang es dem Stift Berchtesgaden (ab 1559 Fürstpropstei Berchtesgaden) als direktem Nachbarn Salzburgs, sich von der Metropolitangewalt Salzburgs zu befreien – somit war das Berchtesgadener Land in geistlichen Belangen allein dem Papst unterstellt.

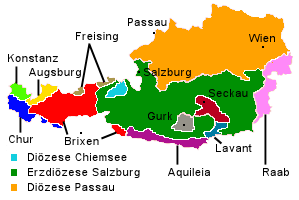
Karte des heutigen Österreich mit Diözesangrenzen der Zeit um 1250, u. a. ohne heute zu Bayern gehörende Gebiete wie der damals „geschlossene Waldbezirk“ des Klosterstifts Berchtesgaden und das Kloster St. Zeno (Bad Reichenhall)

Erzbischof Eberhard II., einem entschiedenen Parteigänger der Staufer, gelang es 1200 bis 1246 aus Grafschaften, Gerichten und Vogteien ein geschlossenes erzbischöfliches Herrschaftsgebiet aufzubauen. Ab 1275 begann die letzte Phase der Loslösung des Landes Salzburg vom Mutterland Baiern. 1328 erhielt das Hochstift Salzburg eine eigene Landesordnung. Da die Salzburger Erzbischöfe bis 1803 auch Fürsten innerhalb des Heiligen Römischen Reiches waren, führten sie den Titel Fürsterzbischof.
Der Salzburger Dom wurde als erste Salzburger Kirche im Barockstil umgebaut und 1628 eingeweiht. Zahlreiche weitere Barockbauten prägen das heutige Aussehen Salzburgs.
Joseph II. errichtete um 1785 die Diözese Leoben und vergrößerte die Diözesen Seckau und Gurk auf Kosten der Salzburger Erzdiözese. In den Jahren zwischen 1675 und 1690 ließ der Erzbischof Max Gandolf von Kuenburg über 150 Personen wegen angeblicher Hexerei in den Zauberbubenprozessen hinrichten.
Nach der Säkularisation 1803 waren die Salzburger Erzbischöfe keine Landesherren mehr. Als Kurfürstentum Salzburg fiel es zusammen mit den ehemaligen Hochstiften Berchtesgaden, Passau und Eichstätt an den Großherzog Ferdinand III. von Toskana. 1805 kam es mit dem Berchtesgadener Land an Österreich, 1809/10 nunmehr als Salzachkreis an Bayern. 1816 kam der Großteil Salzburgs als Salzburgkreis endgültig zu Österreich. Das Berchtesgadener Land und der Rupertiwinkel verblieben jedoch im Königreich Bayern. 1818 wurde das Bistum Chiemsee aufgehoben und die Erzdiözese erhielt ihre heutige Ausdehnung. Nach dem Untergang der Monarchie Österreich-Ungarn und sechs Jahre nach der Ausrufung der Zweiten Republik legte Erzbischof Rohracher im Jahr 1951 den Titel Fürsterzbischof für sich und seine Nachfolger ab.

## Sonderrechte der Salzburger Erzbischöfe

Wappenvorlage für einen Erzbischof von Salzburg mit Rangzeichen und der Farbe rot als Privileg des Legatus natus

Der Erzbischof von Salzburg führt die Titel
- Legatus natus (Ständiger Legat des Papstes), seit 1179
- Primas Germaniae (siehe unten)

Bereits ab 1027 konnten die Salzburger Erzbischöfe in ihrer Kirchenprovinz in dringenden Fällen anstelle des Papstes Entscheidungen treffen, auch den Kirchenbann verhängen und lösen. Von 1072 bis zum Konkordat von 1933 hatten sie das Recht, die Bischöfe in den Eigenbistümern Chiemsee, Seckau, Gurk und Lavant selbst, d. h. ohne päpstliche Zustimmung, zu ernennen. Noch beim Ersten Vatikanischen Konzil begrüßte 1869 Papst Pius IX. den Salzburger Erzbischof Maximilian Joseph von Tarnóczy mit den geflügelten Worten „Seht, da kommt der halbe Papst, der selbst Bischöfe machen kann“.

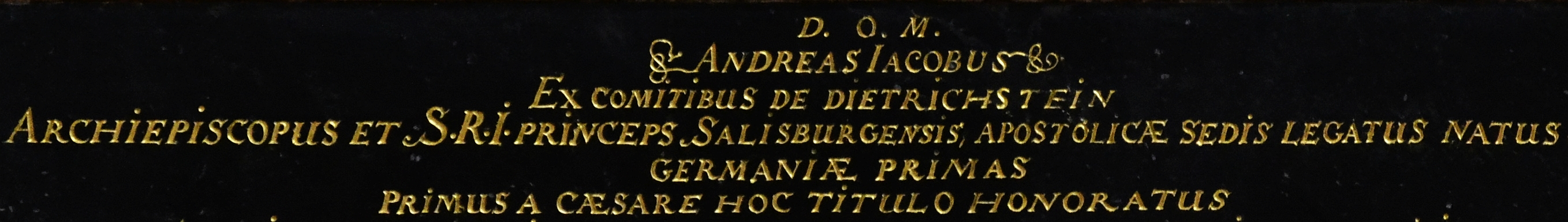
Detail vom Denkmal für Erzbischof Andreas Jakob von Dietrichstein im Salzburger Dom

Laut einer Inschrift auf dem Denkmal für Andreas Jakob von Dietrichstein im Salzburger Dom war er der erste Salzburger Erzbischof, der den Titel Primas Germaniae formell vom römisch-deutschen Kaiser erhielt.
Die Salzburger Erzbischöfe führen wie die Erzbischöfe von Gniezno/Gnesen, Gran/Esztergom-Budapest, Köln und Prag den Ehrentitel des „geborenen Legaten“ (lateinisch legatus natus). Als äußeres Zeichen dieser Stellung dürfen sie in ihrer Erzdiözese den Legatenpurpur – eine feierliche Kleidung, die wesentlich älter ist als das Purpurgewand der Kardinäle – tragen. Als einzige Erzbischöfe dürfen die Erzbischöfe von Salzburg seit 1854 den Legatenpurpur auch an der Römischen Kurie tragen.
Das Salzburger Domkapitel genießt – anders als die Domkapitel in den übrigen österreichischen Diözesen – das Recht, den zukünftigen Erzbischof aus einem Dreiervorschlag des Papstes auswählen zu können (Art. IV § 1 S. 3 des Konkordats zwischen dem Heiligen Stuhle und der Republik Österreich vom 5. Juni 1933).

## Domkapitel

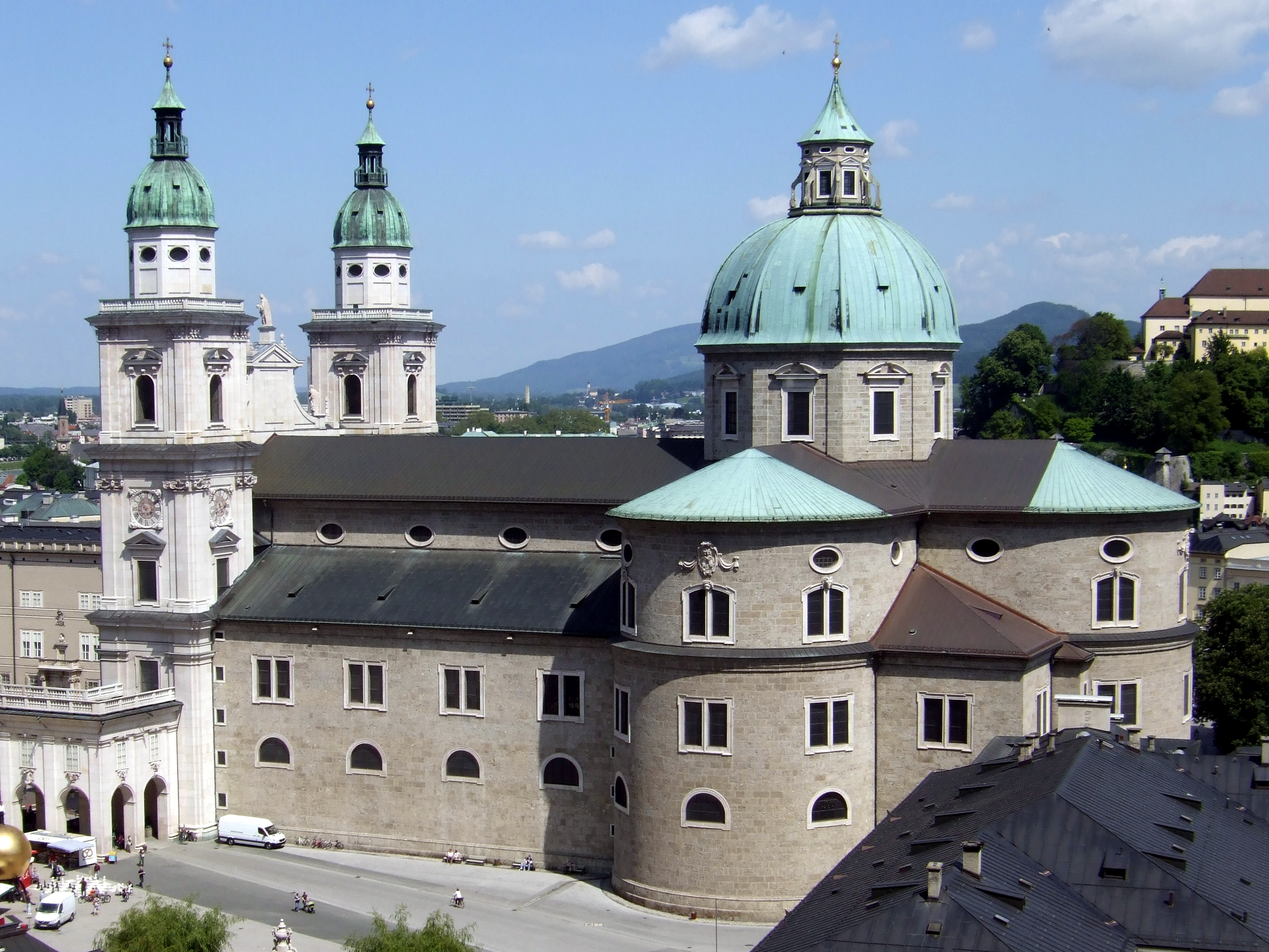
Salzburger Dom

Das Domkapitel zu den Heiligen Rupert und Virgil an der Metropolitankirche in Salzburg besteht derzeit aus folgenden Geistlichen:
- Hansjörg Hofer, Weihbischof, Dompropst
- Gottfried Laireiter, Domdechant, Bischofsvikar für die Orden, Pfarrer von Neumarkt am Wallersee
- Raimund Sagmeister, OStR, Rektor des katechetischen Amtes und Professor an der Pädagogischen Hochschule
- Johann Reißmeier, Prälat, Offizial des Metropolitan- und Diözesangerichtes, Pfarrprovisor in Siezenheim, Domkustos
- Roland Rasser, Stadtdechant der Stadt Salzburg, Dompfarrer der Stadt Salzburg
- Roland Kerschbaum, Diözesankonservator, Pfarrer in Elsbethen
- Josef Zauner, Regionaldechant für den Flachgau und Tennengau, Dechant in Thalgau
- Tobias Giglmayr, Regens des Priesterseminars der Erzdiözese Salzburg
- Gerhard Viehhauser, Bischofsvikar für Ehe und Familie und die Ständigen Diakone
- Harald Mattel, Generalvikar
- Ambros Ganitzer, Dechant des Dekanats Altenmarkt

Ehren-Domkapitulare sind:
- Peter Hofer
- Alois Weidlinger
- Martin Wimmer
- Johann Hirnsperger

Emeritierte Domkapitulare sind:
- Johannes Neuhardt, Apostolischer Protonotar
- Matthäus Appesbacher, Apostolischer Protonotar
- Egon Katinsky, Prälat; † 22. Juli 2025
- Sebastian Manzl, Prälat
- Balthasar Sieberer, Prälat
- Martin Walchhofer, Prälat, Diözesandirektor der Päpstlichen Missionswerke, Bischofsvikar für Weltkirche, Pfarrer in Salzburg-Gnigl
- Hans-Walter Vavrovsky, Prälat

## Gliederung
Die Erzdiözese Salzburg besteht aus 17 Dekanaten:
- Liste der Dekanate der Erzdiözese Salzburg

Als Suffraganbistümer unterstehen der Erzdiözese Salzburg:
- Diözese Feldkirch
- Diözese Graz-Seckau
- Diözese Gurk
- Diözese Innsbruck

## Bistumsheilige
Die Bistumsheiligen sind Rupert von Salzburg, Virgil von Salzburg, Erentrudis von Salzburg und Engelbert Kolland.